# العودة مرة أخرى (أغنية)
العودة مرة أخرى (بالإنجليزية: Coming Around Again)‏ أغنية لكارلي سيمون، كتبتها لفيلم «حرقة معدة (فيلم)» الصادر عام 1986. صدرت كأغنية فردية في عام 1986، وأصبحت واحدة من أكبر أغاني سيمون شهرة. بلغت ذروتها في المرتبة 18 في الولايات المتحدة على قائمة البيلبورد هوت 100، ورقم 5 على قائمة بيلبورد المعاصر للكبار Adult Contemporary، كما كانت من بين الأغاني العشرة الأوائل في النمسا وهولندا والسويد والمملكة المتحدة. صدرت لاحقًا ضمن الألبوم الذي يحمل نفس العنوان عام 1987. بدأ نجاح الأغنية في إعادة الحياة المهنية لسيمون مرة أخرى، حيث تم ضم الأغنية في مجموعات متعددة من أعمال سيمون، بما في ذلك مجموعة الأقراص المكونة من 3 أقراص المسماة «سحاب في قهوتي Clouds in My Coffee» عام 1995، وظهرت الأغنية أيضًا في البوم «أفضل ما عند كارلي سيمون: لا أحد يفعلها أفضل The Very Best of Carly Simon: Nobody Does It Better» عام 1998، وظهور آخر للأغنية في ألبوم «مختارات بأثر رجعي Retrospective Anthology» عام 2002، وأيضًا ألبوم «انعكاسات: أفضل أعمال كارلي سيمون Reflections: Carly Simon's Greatest Hits» عام 2004، وأيضًا في ألبوم تحت عنوان «قائمة التشغيل: أفضل ما عند كارلي سيمون Playlist: The Very Best of Carly Simon» عام 2014.

## إنها بيتسي العنكبوت
استخدمت كارلي سيمون توزيع مقتبس من أغنيتها هذه لتغني أغنية الأطفال الكلاسيكية «إنها بيتسي العنكبوت Itsy Bitsy Spider»، وكانت أيضًا في فيلم «حرقة معدة».

## فيلم حرقة معدة
فيلم درامي كوميدي رومانسي أمريكي عام 1986 من إخراج وإنتاج مايك نيكولز، بطولة ميريل ستريب وجاك نيكلسون. السيناريو، الذي كتبته نورا إيفرون، يستند إلى روايتها التي تحمل الاسم نفسه، وهي سرد شبه سيرة ذاتية لزواجها من كارل بيرنشتاين.

## كارلي سيمون
مغنية وكاتبة أغاني أمريكية وموسيقية ومؤلفة أغاني أطفال. صعدت إلى الشهرة لأول مرة في السبعينيات بسلسلة من الأغاني الرائعة. من أغانيها التي ظهرت في قوائم أفضل الأغاني الأمريكية:
«توقع» (رقم 13) "Anticipation"
«لم تحصل على وقت للألم» (رقم 14) "Haven't Got Time for the Pain"
«أنت تنتمي إلي» (رقم 6) "You Belong to Me"
«العودة مرة أخرى» (رقم 18) "Coming Around Again"
أغنياتها الفردية الأربعة المعتمدة هي:
«أنت مغرور جدا» (رقم 1) "You're So Vain"
«الطائر المحاكي» (رقم 5، دويتو مع جيمس تايلور) "Mockingbird"
«لا أحد يفعل ذلك أفضل» (رقم 2) من فيلم جيمس بوند 1977 «الجاسوس الذي أحبني» «جيسي» (رقم 11) "Nobody Does It Better"

## طاقم العزف والتسجيل
- كارلي سيمون: ملحنة ولوحات مفاتيح (كيبورد) وغناء رئيسي وغناء مساند

- بيل باين: لوحات مفاتيح (كيبورد) ومنتج

- سكوت مارتن: لوحات المفاتيح (كيبورد) وغناء مساند

- تيري هومبرج: غناء مساند

- روس كونكيل: طبول ومنتج

- جورج ماسينبيرج: منتج

- بول سامويل سميث: منتج وغناء مساند

- نوح بارون: مهندس مساعد

- كلايف ديفيس: منتج تنفيذي

- فرانك فيليبتي: منتج مشارك ومهندس وخلط ومنتج[25]

## كلمات الأغنية
طفل يعطس Baby sneezes
أم تسعد Mommy pleases
أب يتنفس Daddy breezes in
على الورق هذا جيد جدًا So good on paper
رومانسي جدًا So romantic
لكن محير جدًا But so bewildering
أعلم أن لا شيء يبقى على حاله I know nothing stays the same
ولكن إذا كنت تنوي لعب اللعبة But if you're willing to play the game
إنها تعود مرة أخرى It's coming around again
لذلك لا تعبأ إذا إنهرت So don't mind if I fall apart
ما زال هناك متسع في قلب مكسور There's more room in a broken heart
أنت تدفع للبقّال You pay the grocer
أنت تصلح المحمصة You fix the toaster
أنت تقبل الضيف مودعًا You kiss the host goodbye
ثم تكسر النافذة Then you break a window
إحرق السوفليه Burn the soufflé
تصرخ مهدهدًا Scream a lullaby
أعلم أن لا شيء يبقى على حاله I know nothing stays the same
ولكن إذا كنت تنوي لعب اللعبة But if you're willing to play the game
إنها تعود مرة أخرى It's coming around again
لذلك لا تعبأ إذا إنهرت So don't mind if I fall apart
ما زال هناك متسع في قلب مكسور There's more room in a broken heart
أنا أؤمن بالحب And I believe in love
لكن ماذا يمكنني أن أفعل أيضًا But what else can I do
أنا أحبك كثيرا I'm so in love with you
أنا أعلم أن لا شيء يبقى على حاله I know nothing stays the same

## وصلات خارجية
https://www.youtube.com/watch?v=-n7QggVqVS8 العودة مرة أخرى (أغنية)
https://www.songfacts.com/facts/carly-simon/coming-around-again العودة مرة أخرى (أغنية)
https://www.carlysimon.com/ العودة مرة أخرى (أغنية)
https://www.allmusic.com/song/coming-around-again-mt0041966747 العودة مرة أخرى (أغنية)